# 平果金花茶
平果金花茶（学名：Camellia pinggaoensis）是山茶科山茶属的植物。分布在中国大陆的广西等地，生长于海拔250米的地区，常生于石灰岩森林，目前尚未由人工引种栽培。